# 雷吉牙漢魚
雷吉牙漢魚，為輻鰭魚綱銀漢魚目擬銀漢魚科的其中一種，分布於南美洲秘魯Paíta至智利Aysén淡水、半鹹水及海域，為熱帶魚類，體長可達13.5公分，棲息在底中層水域，成群活動，生活習性不明。